# Peter van Nieuwenhuizen
Peter van Nieuwenhuizen (* 26. Oktober 1938 in Utrecht) ist ein niederländischer theoretischer Physiker und einer der Entwickler der Theorie der Supergravitation.

## Leben und Wirken
Van Nieuwenhuizen studierte Mathematik und Physik an der Universität Utrecht, wo er 1971 bei Martinus J. G. Veltman promovierte. Danach war er jeweils für zwei Jahre am CERN (1969 bis 1971), an  der Universität Paris in Orsay (1971 bis 1973) sowie der Brandeis University (1973 bis 1975) und ab 1975 an der Stony Brook University, zunächst als Assistant Professor, ab 1977 als Associate Professor und ab 1979 als Professor. Ab 2001 war er dort Distinguished Professor of Physics. 1999 bis 2002 war er als Nachfolger von Chen Ning Yang Direktor des C. N. Yang Institute for Theoretical Physics. 1985 bis 1995 war er außerdem Teyler Professor für theoretische Physik in Leiden und 1983 und 1986 Gastprofessor an der Universität Utrecht. Er war außerdem 1977 Gastprofessor an der École normale supérieure und mehrfach Gastwissenschaftler am CERN (1978, 1982/83, 1992). 
Nieuwenhuizen arbeitete neben seinen Arbeiten zu Supersymmetrie und Supergravitation u. a. über Stringtheorie, konforme Feldtheorien, W-Gravitation, nichtlineare Sigmamodelle, Instantonen und Kaluza-Klein-Theorien. 
Er ist korrespondierendes Mitglied der niederländischen und österreichischen Akademie der Wissenschaften. 2005 wurde er Honorarprofessor an der TU Wien. Seit 1994 ist er Fellow der American Physical Society.
Peter van Nieuwenhuizen ist verheiratet und hat drei Kinder.
Zu seinen Doktoranden zählt Ergin Sezgin.

## Auszeichnungen
- 1993 erhielt er für die Entwicklung der Theorie der Supergravitation mit Sergio Ferrara und Daniel Z. Freedman die Dirac-Medaille (ICTP).[3]
- 2004 wurde er Ritter des niederländischen Löwen.
- 2006 erhielt er den Dannie-Heineman-Preis für mathematische Physik.[4]
- 2019 wurde Nieuwenhuizen gemeinsam mit Ferrara und Freedman mit dem Special Fundamental Physics Prize ausgezeichnet.

## Schriften(Auswahl)
- Supergravitation. In: Physics reports, Band 68 (1981), S. 189, ISSN 0370-1573
- zusammen mit Freedman und Ferrara: Progress towards a theory of supergravitation. In: Physical Review D, Bd. 13 (1976), S. 3214, ISSN 0556-2821
- zusammen mit Marcus T. Grisaru und Jos Vermaseren: 1 loop renormizability of pure supergravitation and of Maxwell Einstein theory in extended supergravitation. In: Physical Review Letters, Bd. 37 (1976), S. 1662, ISSN 0031-9007
- zusammen mit Freedman: Properties of supergravitation. In: Physical Review D, Bd. 14 (1976), S. 912, ISSN 0556-2821
- zusammen mit Friedman: Supergravitation and the unification of the laws of physics. In: Scientific American, Januar 1978, ISSN 0036-8733
- zusammen mit Friedman: The hidden dimensions of spacetime. In: Scientific American, 1985, ISSN 0036-8733
  - deutsch: In: Spektrum der Wissenschaft, Mai 1985, ISSN 0170-2971